# 뉴저지 대 TLO 사건
뉴저지 대 TLO 사례(New Jersey v. T. L. O.)은 미국 연방대법원의 유명판례이다. 학생의 권리에 대한 판례로서 T.L.O라는 학생이 학교측에서 자신의 가방을 수색하여 개개인의 사생활침해로 학교를 고소함. 그러나 T.L.O의 가방안에는 마리화나, 마약판매증거, 등 학생으로서 소지할 수 없는 물건들이 있었다.

## 같이 보기
- 미국 헌법 수정조항 제4조